# So sánh (văn học)
So sánh hay còn gọi là tỉ dụ là phương thức biểu đạt bằng ngôn từ một cách hình tượng dựa trên cơ sở đối chiếu hai hiện tượng có những dấu hiệu tương đồng nhằm làm nổi bật đặc điểm, thuộc tính của hiện tượng này qua đặc điểm, thuộc tính của hiện tượng kia.
Chính vì thế, so sánh thường có hai vế. Vế đầu là hiện tượng cần được biểu đạt một cách hình tượng. Về sau là hiện tượng được dùng để so sánh. Hai vế này thường được nối liền với nhau bởi từ như hoặc bằng các từ so sánh khác: bằng, hơn, kém. Ví dụ:
| “        | Thân em như dải lụa đào | ” |
| — Ca dao |                         |   |

Văn học dân gian thường lấy những sự vật cụ thể hoặc những hiện tượng tự nhiên làm chuẩn mực so sánh nhằm cụ thể hóa những hiện tượng trừu tượng. Chẳng hạn:
| “        | Đôi ta như lửa mới nhen Như trăng mới mọc, như đèn mới khêu. | ” |
| — Ca dao |                                                              |   |

Chức năng của so sánh trong văn học hiện đại rất da dang. Có khi so sánh được sử dụng như một phương tiện tạo hình. Ví dụ: "Cái râu mới lạ làm sao ? Nó đen như vệt hắc ín và cong như cái lưỡi liềm. Nó nhọn như cái mũi dùi nung và bầu như đầu dao trổ. Nó khum khum quắp lấy hai mép, giống như hai cánh dơi. Nó vắt vểu vểnh ra hai mang tai, gần như hai cái sừng củ ấu." (Ngô Tất Tố, Tắt đèn). Có khi so sánh được sử dụng như một phương tiện biểu hiện, hoặc kết hợp cả biểu hiện lẫn tạo hình. Chính vì thế, chuẩn mực so sánh trong văn học hiện đại rất đa dạng. Có nhiều kiểu so sánh hết sức độc đáo, bất ngờ.
Bằng con đường so sánh, nhà văn có thể phát hiện ra rất nhiều đặc điểm, thuộc tính của một đối tượng hoặc hiện tượng. Do đó, so sánh là biện pháp nghệ thuật quan trọng, góp phần tạo cho người đọc những ấn tượng thẩm mỹ hết sức phong phú.